# Achillas (genus)
Achillas is een geslacht van wantsen uit de familie van de Reduviidae (Roofwantsen). Het geslacht werd voor het eerst wetenschappelijk beschreven door Torre-Bueno in 1914.

## Soorten
Het genus bevat de volgende soorten:

- Achillas bicaudatus Torre Bueno, 1914
- Achillas dominiquae Bérenger, 2001
- Achillas toulgoeti Bérenger, 2001